# Mudros
Mudros (gr. Μούδρος) – miejscowość w Grecji, w południowej części wyspy Limnos, nad Morzem Egejskim, w administracji zdecentralizowanej Wyspy Egejskie, w regionie Wyspy Egejskie Północne, w jednostce regionalnej Limnos, w gminie Limnos. W 2011 roku liczyła 974 mieszkańców.
Miejscowość podczas pierwszej wojny opuszczało wielu ludzi, co spowodowało, że często przypływał tu parowiec Britannic.
Mudros leży nad zatoką o tej samej nazwie. Zatoka ta, począwszy od I wojny bałkańskiej była ważnym kotwicowiskiem floty greckiej. To stąd 18 stycznia 1913 roku greckie okręty wyszły do bitwy z flotą turecką.
30 października 1918 w porcie Mudros na pokładzie brytyjskiego okrętu wojennego został podpisany układ rozejmowy kończący działania wojenne I wojny światowej pomiędzy Ententą a Imperium Osmańskim (Turcją).